# Hypokopelates
Hypokopelates är ett släkte av fjärilar. Hypokopelates ingår i familjen juvelvingar.

## Dottertaxa tillHypokopelates, i alfabetisk ordning[1]
- Hypokopelates acares
- Hypokopelates affinis
- Hypokopelates alticola
- Hypokopelates anabasis
- Hypokopelates anetia
- Hypokopelates anetta
- Hypokopelates angelita
- Hypokopelates anta
- Hypokopelates antalus
- Hypokopelates azurea
- Hypokopelates batikeli
- Hypokopelates canescens
- Hypokopelates catori
- Hypokopelates cobaltina
- Hypokopelates eleala
- Hypokopelates feminina
- Hypokopelates infuscata
- Hypokopelates ituri
- Hypokopelates kafuensis
- Hypokopelates kallipygos
- Hypokopelates kinumbensis
- Hypokopelates kitobolensis
- Hypokopelates leonina
- Hypokopelates lineosa
- Hypokopelates marginata
- Hypokopelates mera
- Hypokopelates modesta
- Hypokopelates nyanzana
- Hypokopelates obscura
- Hypokopelates otraeda
- Hypokopelates petersi
- Hypokopelates pseudoderitas
- Hypokopelates ugandae
- Hypokopelates ultramarina
- Hypokopelates viridis